# Aristofont d'Azènia
Aristofont (en grec antic: Ἀριστόφων) fou un polític orador atenès del dem d'Azènia que va viure al final de la guerra del Peloponnès i començament del segle iv aC. No es conserva cap dels seus discursos.
Va ser ambaixador a Esparta el 412 aC juntament amb Lespòdies i Melèsies, nomenat pel govern oligàrquic dels Quatre-cents. Durant l'arcontat d'Euclides el 404 aC va proposar una llei que, malgrat que va beneficiar l'estat, va perjudicar moltes famílies ateneses, en la qual proposava que no es podia ser ciutadà atenès si la mare no havia estat una dona lliure. Va proposar altres lleis que el feren més i més popular.
Ell mateix diu que fou acusat 75 vegades d'haver fet propostes il·legals i que sempre fou absolt. Aristofont, per la seva banda, va acusar, entre d'altres, Ifícrates i Timoteu l'any 354 aC, dues persones amb qui Atenes estava en deute, dient que s'havien beneficiat de suborns de Quios i de Rodes. Timoteu va ser condemnat sense proves, només sota la paraula d'Aristofont.
Encara l'any 354 aC va defensar la llei de Leptines contra Demòstenes. Demòstenes, no obstant això, el tractava amb gran respecte, i considerava el vell orador com un dels més eloqüents. Devia morir poc després, atès que no torna a ser esmentat viu.
En alguns passatges de Demòstenes es pot confondre amb Aristofont de Còl·litos, també orador.